# Монастырь Сан-Жуан-де-Тарока
Монасты́рь Сан-Жуа́н де Таро́ка или монасты́рь св. Иоа́нна Крести́теля в Таро́ке (порт. Mosteiro de São João de Tarouca или порт. Convento de São João de Tarouca) — первый по дате постройки и второй по времени учреждения мужской монастырь цистерцианцев, основанный на территории Португалии в фрегезии Сан-Жуан-де-Тарока муниципалитета Тарока (также Тароука) округа Визеу первым португальским королём Афонсу Энрикешем в 1140 году. Расположенный в долине реки Варозы комплекс монастыря подвергся секуляризации в 1834 году. Территория монастыря причислена к памятникам национального значения Португалии с 1978 года, а с 2013 года находится в ведении музея Ламегу (Museu de Lamego).

## История
Монастырь Сан-Жуан-де-Тарока был основан в 1140 году. Многочисленные источники указывают, что это был первый мужской цистерцианский монастырь Португалии. Однако, недавно проведённые изыскания противоречат такому утверждению и свидетельствуют, что монастырь Сан-Кришто́ван де Лафоенш (Mosteiro de São Cristóvão de Lafões) был основан двумя годами ранее, то есть в 1138 году. Тем не менее, даты заложения первого камня в 1154 году и относительно скорого завершения строительства в начале XIII века вне всяких сомнений определяют монастырь св. Иоанна Крестителя в Тароке как первую постройку цистерцианского ордена на территории Португалии. Его основание тесно связано с ростом национального самосознания при правлении Афонсу Энрикеша.
В связи с разделением цистерцианского ордена на национальные конгрегации и учреждением в Португалии конгрегации цистерцианцев Санта-Марии де Алкобаса в 1567 году возрос и духовный авторитет монастыря Сан-Жуан-де-Тарока, на расширявшейся территории которого в XVII и XVIII веках активно велось возведение новых зданий. Среди новых построек монастырского комплекса значительно выделялся уникальный в Португалии двухэтажный дормиторий.
С точки зрения архитектуры здания монастыря должны были соответствовать идеалу цистерцианской обители, сочетающей скромность, отсутствие излишеств и простоту, что в духовном плане сопрягалось с усиленной работой, безмолвием, молитвой и созерцательностью.
В 1834 году после гражданских Мигелистских войн вследствие политической победы либералов (приверженцев конституционной монархии) над сторонниками абсолютизма монастырь прекратил существование и был закрыт декретом об упразднении религиозных орденов. Цистерцианская церковь была превращена в приходскую (igreja paroquial), монастырские владения были распроданы, а камни его зданий служили строительным материалом вплоть до начала XX века. В настоящее время от монастыря остались только стены дормитория и фундаменты других строений, сохранились лишь колокольня и церковь.
Большая историческая ценность церкви монастыря способствовала её классификации в 1956 году как памятника национального значения Португалии. С 1978 года защита государства стала распространяться на всю территорию монастырского комплекса. С 1998 по 2007 год на территории монастыря велись тщательные археологические раскопки. С 2009 года вместе ещё с двумя памятниками, монастырём Санта Мария де Салзедаш (Mosteiro de Santa Maria de Salzedas) и монастырём Святого Антония де Феррейрин (Convento de Santo António de Ferreirim), входит в проект Вале ду Вароза (Projeto Vale do Varosa), в рамках которого в 2009—2010 годах была завершена реставрация церкви. В 2013 году весь комплекс перешёл в собственность музея Ламегу.
В настоящее время монастырь Сан-Жуан-де-Тарока относится к ряду наиболее посещаемых достопримечательностей района Дору и долины реки Варозы.

## Церковь
Одноимённая церковь монастыря была освящена в 1169 году, представляет в плане трёхнефную базилику в форме креста. Внутри стены церкви украшены азулежу, изображающими легенду о создании монастыря, согласно которой св. Бернарду Клервоскому в видении явился св. Иоанн Креститель с просьбой о создании цистерцианской обители в молодом королевстве Португалия. Во исполнение такого желания из Клерво в Тароку было отправлено 12 монахов. Из ночи в ночь на место строительства нового монастыря указывал божественный луч.

## Саркофаг Дона Педру Афонсу

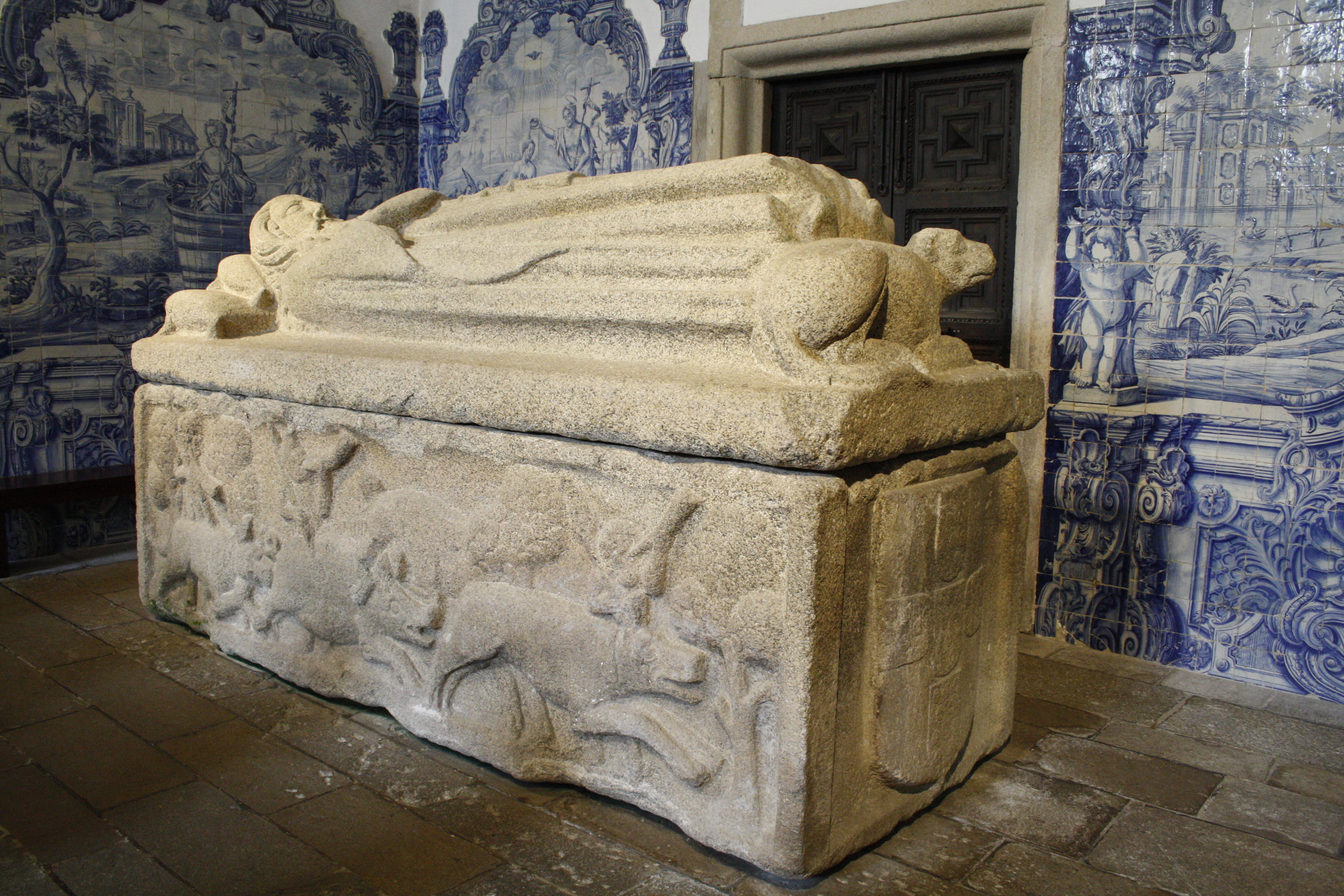
Саркофаг Педру Афонсу, графа де Барселуш

Согласно завещанию, составленному в 1350 году, дон Педру Афонсу, граф де Барселуш, бастард короля Диниша I обозначил местом собственного захоронения монастырь Сан-Жуан-де-Тарока, которому отписывал в дар некоторые из своих владений.
Саркофаг был заказан за несколько лет до смерти, завершён в 1350 году, выполнен из гранита, по сторонам украшен сценами охоты на вепря, с торцов — щиты национального герба, и представляет редкий образец раннего готического стиля Португалии. Сторожевой пёс или борзая собака у ног, как и форма меча, являются важными символами знатности в скульптуре надгробий средневековой Португалии.
Изначально захоронение дона Педру Афонсу располагалось в южной апсиде трансепта, в 1634 году было перенесено монахами в южный неф, а в 1950 году — в северную апсиду трансепта, где и находится в настоящее время. Согласно описанию брата Франсишку Брандана, монахи из любопытства отрыли саркофаг и увидели величественные останки графа де Барселуш, запомнили его огромный рост, жёлтый берет, позолоченные шпоры, остроносую обувь по моде того времени и рыжие волосы. В наши дни этот пассаж цитируется исследователями при описании биографии Дона Педру Афонсу.